# Vilhelms Purvītis
Vilhelms Purvītis (3. březen 1872, Zaube, Livonská gubernie, Ruské impérium (nyní Lotyšsko) – 14. leden 1945, Bad Nauheim) byl lotyšský malíř, považovaný za zakladatele lotyšské národní školy krajinomalby. Začínal jako realista, později se přiklonil k impresionismu.
Malířství vystudoval na Petrohradské akademii umění (1890–1897) a v ateliéru krajinomalby Archipa Ivanoviče Kuindžiho. Byl členem výtvarných sdružení Rūķis, Mir iskusstva a Kunstverein.

## Život a dílo
Po studiích získal za své dílo Pēdējie stari (Poslední paprsky) možnost jet na zahraniční služební cestu a v roce 1898 se spolu s Janisem Rozentālsem a Jānisem Valtersem vydal do Německa, poté do Francie a Rakouska-Uherska. Po návratu (1899) se usadil v Rize, dával soukromé hodiny a tvořil. Po ruské revoluci (1905) se Purvītis vydal v roce 1906 do Revelu (nyní Tallinnu) a stal se učitelem kreslení na místní reálné škole. V této době se v jeho díle poprvé objevily městské motivy: Rēvele miglā (Revel v mlze).

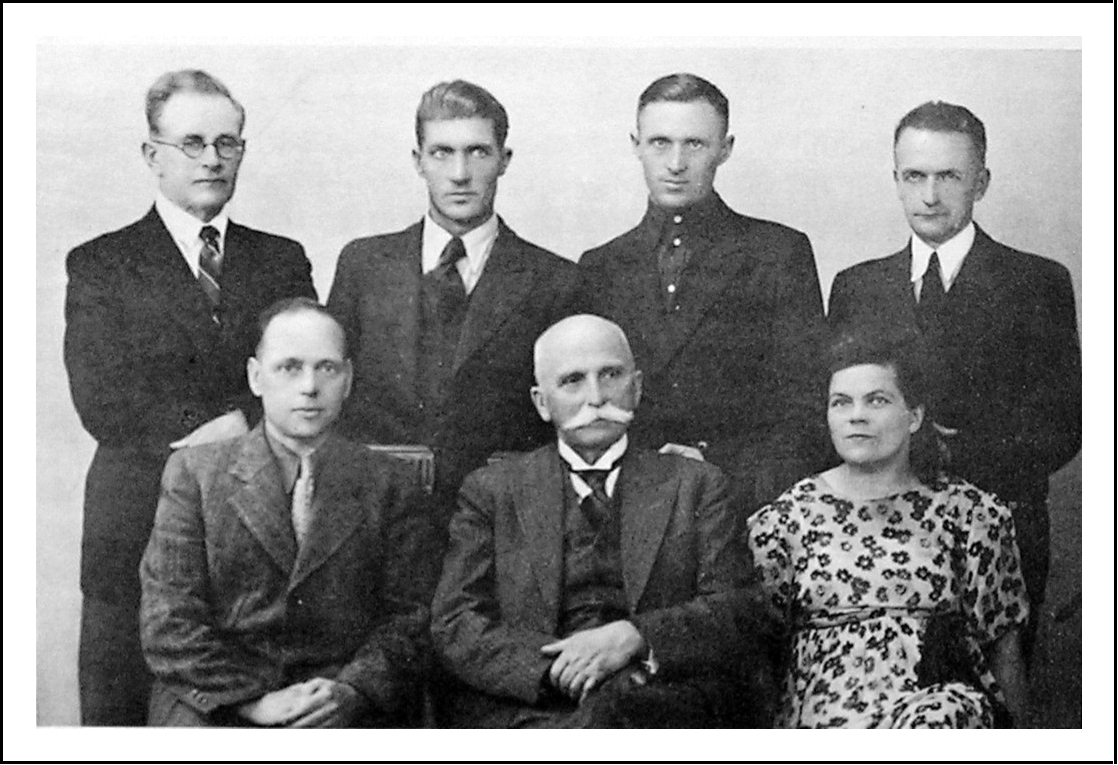
Profesor Vilhelms Purvītis s absolventy v roce 1942.

Vyučoval malířství na Městské umělecké škole v Rize (1909–1915). Po začátku první světové války byla škola v roce 1915 přesunuta do Petrohradu a v roce 1916 zrušena. Roku 1913 se stal akademikem petrohradské Akademie umění. Po ruské revoluci (1917) se Purvītis vydal na léčení do Norska, kde v Oslu uspořádal svou první samostatnou výstavu. V roce 1918 se vrátil do Rigy okupované Německem. Ještě před koncem lotyšské osvobozenecké války byl v roce 1919 jmenován ředitelem Uměleckého muzea města Rigy (1919–1940). Během tohoto období rozšířil sbírku muzea o 651 děl, z nichž přibližně dvě třetiny exponátů byla umělecká díla lotyšských umělců. Prostory muzea se pronajímaly umělcům a uměleckým skupinám, v muzeu se konalo 180 výstav. Byl též prvním rektorem Lotyšské akademie umění (1919–1934). Vedl vlastní ateliér krajinomalby (1921–1944), učil také na fakultě architektury Lotyšské univerzity (1919–1940). V tomto období zorganizoval mnoho výstav lotyšského umění v evropských městech.
Po okupaci Lotyšska v roce 1940 byl odvolán z funkce ředitele muzea. V roce 1942 uspořádal svou poslední výstavu v Rize. V roce 1944 emigroval do Německa, kde o rok později zemřel. Roku 1994 byly jeho ostatky převezeny do Rigy.

## Ocenění
V roce 1900 získal bronzovou medaili na Světové výstavě v Paříži, o rok později zlatou medaili na výstavě secese v Mnichově (1901). Obdržel nejvyšší lotyšské státní vyznamenání Řád tří hvězd (řád 3. stupně v roce 1926, řád 2. stupně v roce 1928, Kříž uznání - řád 1. stupně v roce 1938), ale i státní vyznamenání švédské, norské, finské, estonské, litevské, polské a dánské.

## Galerie

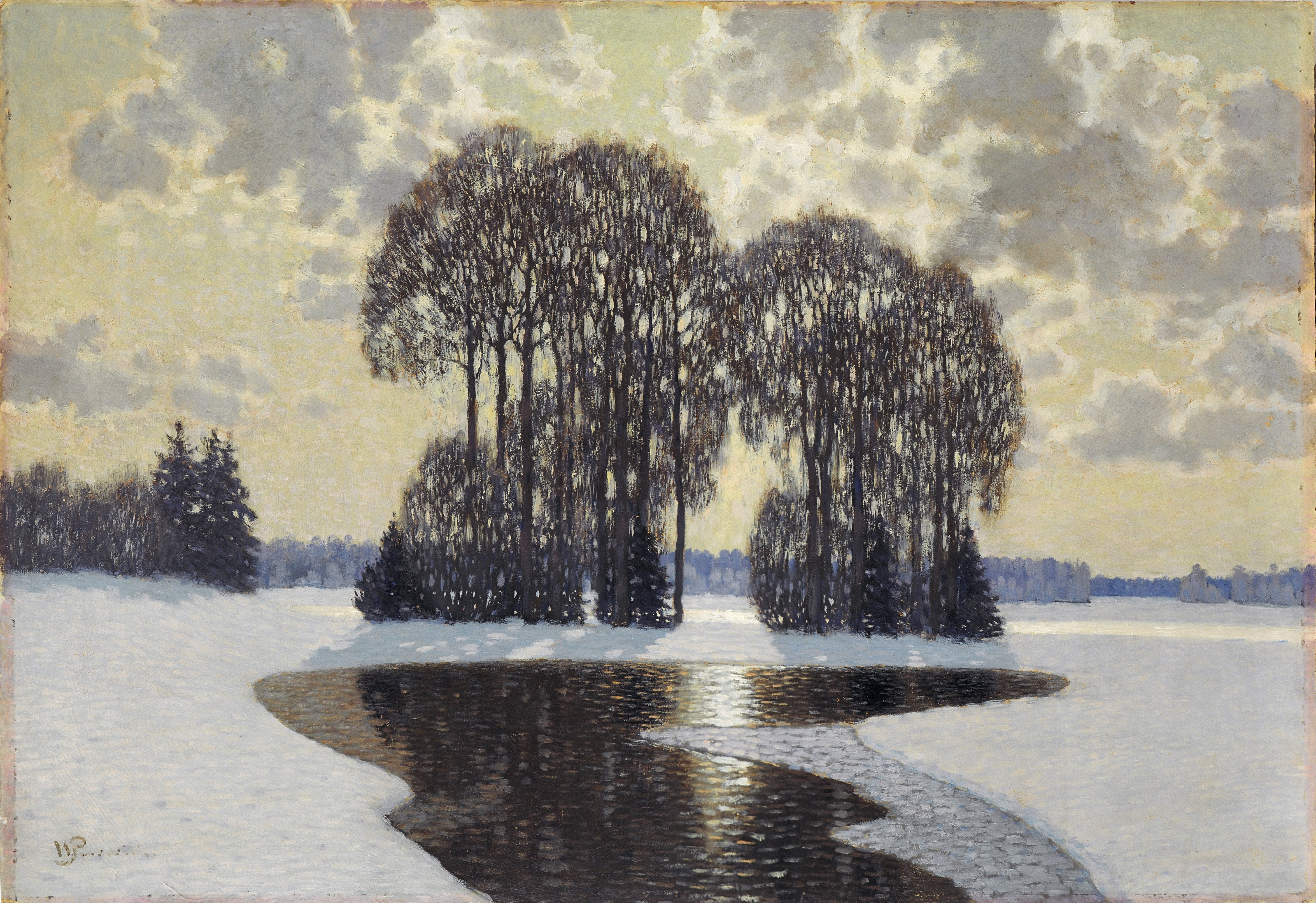
Zima (1910)
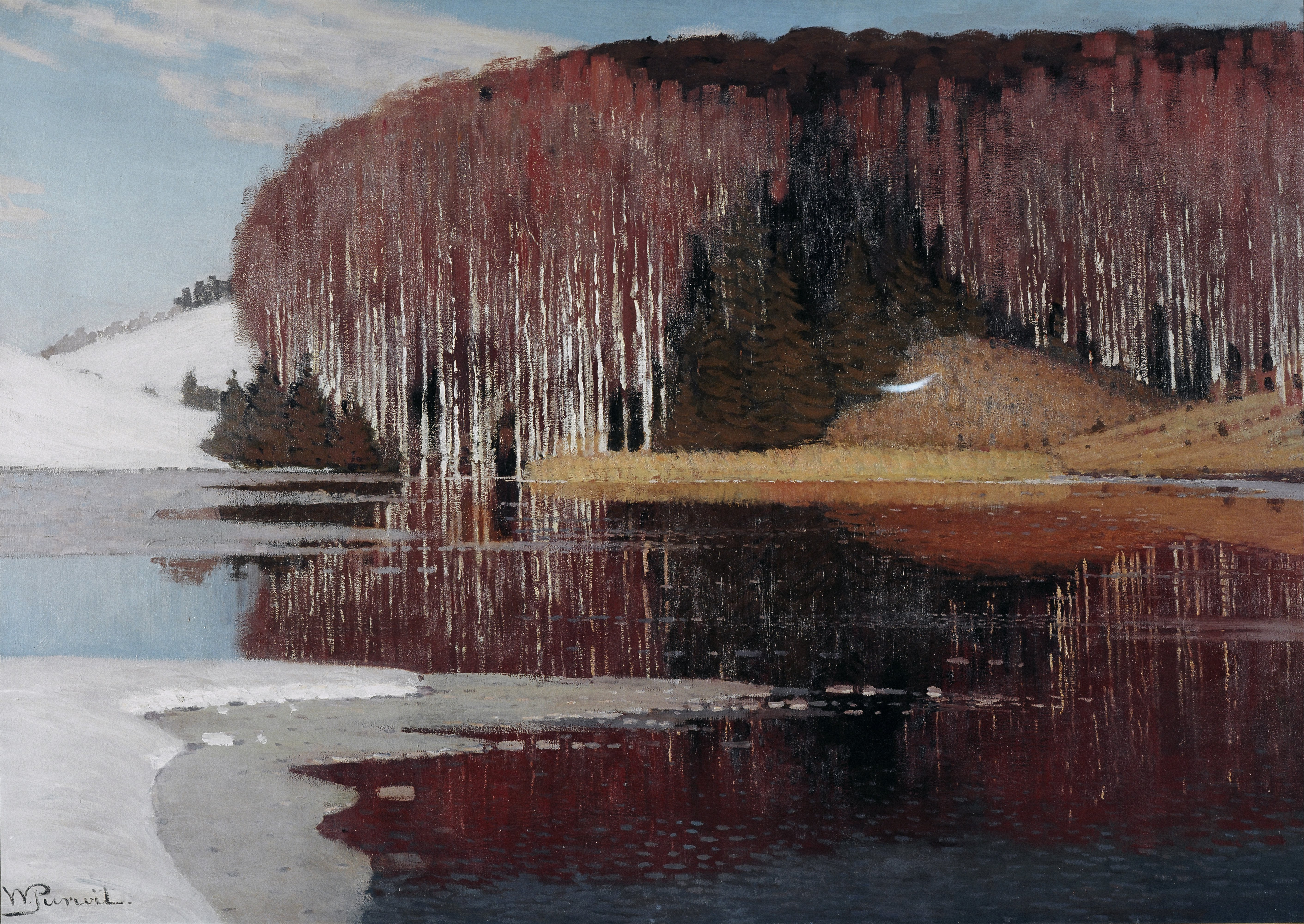
Jarní vody (1910)
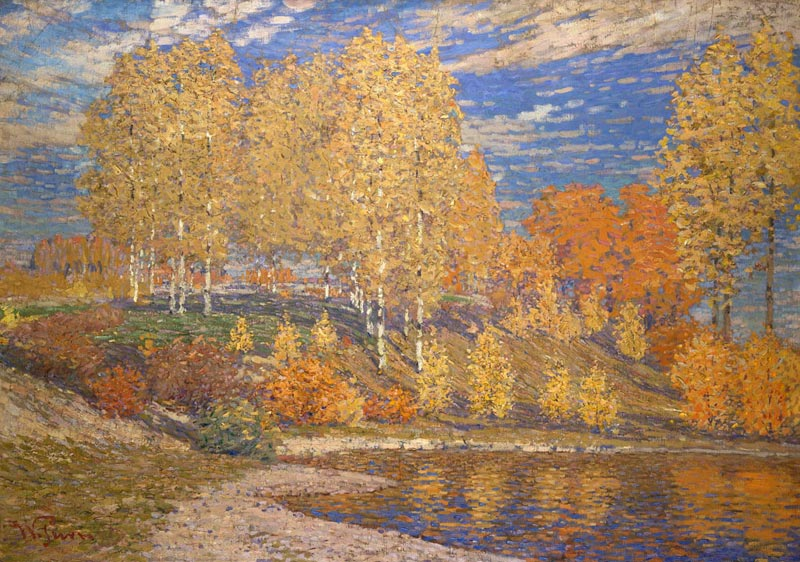
Podzimní slunce (1909)
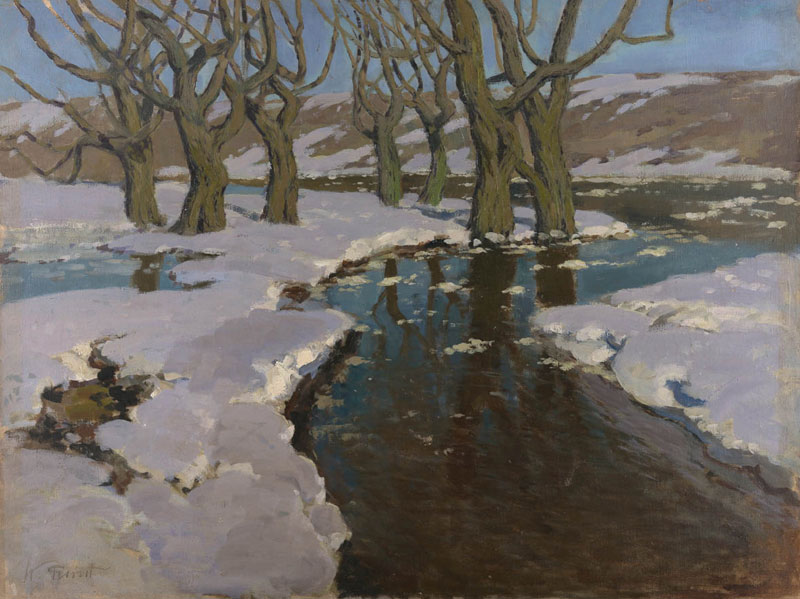
Časné jaro (1898-1899)
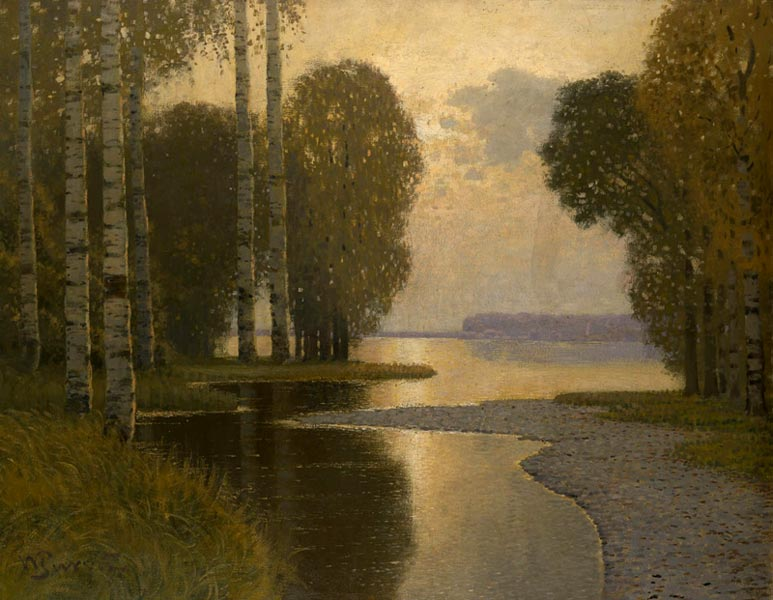
Krajina s břízami (1910)